# Joseph Bernardo
Joseph Bernardo Garcia Rodriguez Marinelli (Algeri, 31 maggio 1929 – 6 dicembre 2023) è stato un nuotatore francese.

## Biografia
Vinse due medaglie di bronzo alle olimpiadi, entrambe nella disciplina 4×200m stile libero:
- Ai Giochi della XIV Olimpiade vinse in compagnia di René Cornu, Henri Padou e Alex Jany, meglio di loro le nazionali ungherese e statunitense a cui andò l'oro.

- Ai Giochi della XV Olimpiade vinse in compagnia di Jean Boiteux, Aldo Eminente e Alex Jany, il tempo totalizzato fu di 8:45.9, meglio di loro le nazionali giapponese e statunitense a cui andò l'oro.

Totalizzò il primato mondiale dei della 4×200 m stile libero in 8'33"0 con Willy Blioch, Jean Boiteux e Alex Jany nel 2 agosto 1951 a Marsiglia.
Vinse una medaglia d'argento sempre nei 4 × 200 m stile libero con Blioch, Boiteaux e Jany con 9:10 e la medaglia di bronzo nei 1500 m. stile libero ai Campionati europei di nuoto 1950.